# Laboulbenia curtipes
Laboulbenia curtipes Thaxt. – gatunek grzybów z rzędu owadorostowców (Laboulbeniales). Pasożyt owadów.

## Systematyka i nazewnictwo
Pozycja w klasyfikacji według Index Fungorum: Laboulbenia, Laboulbeniaceae, Laboulbeniales, Laboulbeniomycetidae, Laboulbeniomycetes, Pezizomycotina, Ascomycota, Fungi.
Gatunek ten po raz pierwszy opisał w 1892 r. Roland Thaxter na owadzie z rodziny biegaczowatych Bombidion bimaculatum w Waszyngtonie.

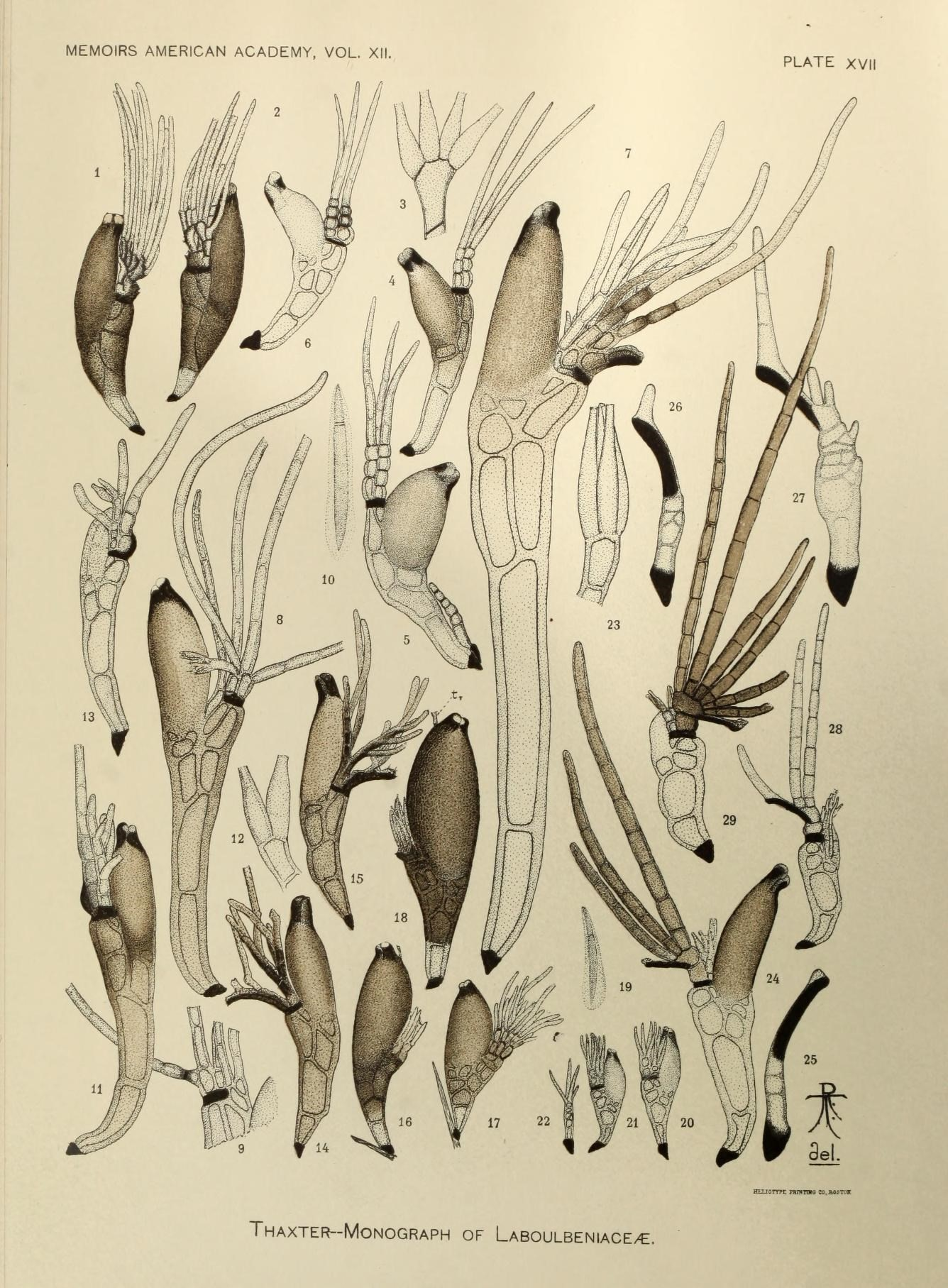
Laboulbenia curtipes nr 16– 19 (pozostałe to inne gatunki Laboulbenia)

## Charakterystyka
Grzyb entomopatogeniczny, pasożyt zewnętrzny owadów. Nie powoduje ich śmierci i wyrządza im niewielkie szkody. W Polsce Tomasz Majewski opisał jego występowanie na 2 gatunkach chrząszczy z rodziny biegaczowatych (Carabidae): Bombidion assimile i Bombidion varium.